# Robert de Holland, I barone di Holand

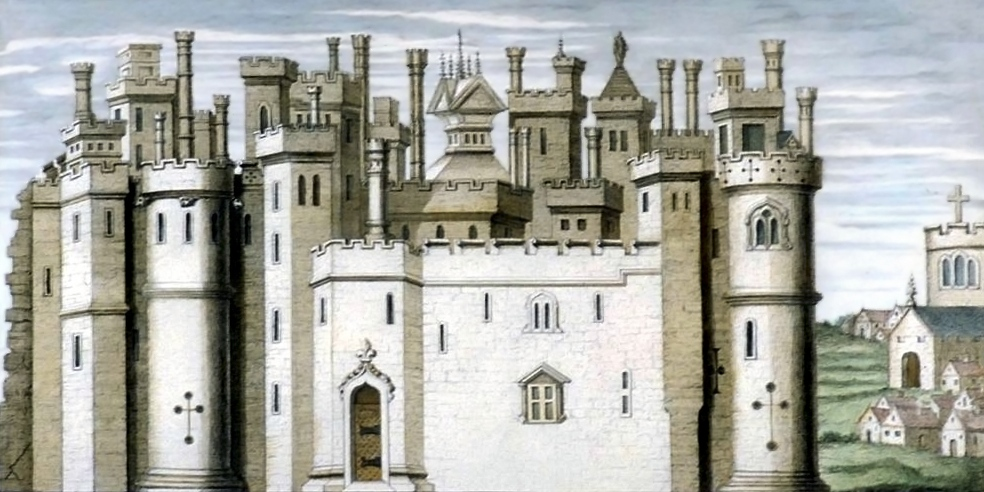
Il castello di Melbourne, la cui costruzione venne avviata da Robert de Holland

Stemma di Robert de Holland

Robert de Holland (1283 – 1328) fu il primo Barone di Holand e un comandante militare.

## Biografia
Era figlio di Sir Robert de Holland, originario di Upholland nel Lancashire, ed Elizabeth, figlia di William de Samlesbury.
Era il favorito di Tommaso Plantageneto, II conte di Lancaster e membro della famiglia reale, ed era stato nominato cavaliere nel 1305.
Il trattamento di favore ricevuto dal potente conte di Lancaster causò rivalità tra Robert e altri cavalieri della zona. Alcuni di loro (Sir Adam Banastre, Sir Henry de Lea, e Sir William de Bradshagh (Bradshaw)), avviarono una campagna di violenza verso Robert e i suoi sostenitori conosciuta col nome di Banastre Rebellion. I ribelli protestarono contro le azioni del conte e l'autorità reale attaccando le case dei suoi sostenitori e numerosi castelli, tra cui il Castello di Liverpool.
Sir Robert successivamente partecipò alla caccia dei latitanti dopo che i ribelli vennero sconfitti a Preston.
I manieri di Thornton e Bagworth vennero acquistati da Holland nel 1313.
Dal 1314 al 1321 Robert fu chiamato al Parlamento come membro della Camera dei Lord.
Nel 1322 prese parte alla battaglia di Boroughbridge ma poco dopo disertò. Anche se il re Edoardo III d'Inghilterra lo avrebbe più tardi perdonato, i partigiani del conte di Lancaster lo considerarono un traditore e lo giustiziarono nel 1328.

## Matrimonio e discendenza
Intorno al 1308 sposò Maud la Zouche, figlia di Alan la Zouche, I barone la Zouche di Ashby e di Eleonora de Segrave.
Robert e Maud ebbero tredici figli:
- Joane (c. 1305-1340), sposò John Radcliffe.
- Margery ( 1308-?).
- Robert (c. 1312 - 16 marzo 1372 / 1373).
- Thomas Holland, I conte di Kent (c. 1314 - 26 dicembre 1360).
- Sir Otho Holland (c. 1316 - 3 settembre 1359), tra i fondatori dell'Ordine della Giarrettiera nel 1348.
- John ( c. 1318-?).
- Maud (c. 1319-?), sposò Thomas Swinnerton.
- Alan (c. 1320-1339).
- Elizabeth (c. 1320-prima del 1328).
- Margaret (c. 1322-1349).
- Jane (c. 1326-?).
- Elizabeth (c. 1327-1383) sposò Henry FitzRoger.
- Eleanor (c.1328-1341)